# JPMorgan Chase
JP Morgan Chase & Co. – jeden z największych holdingów finansowych na świecie z aktywami wartymi 2,5 bln dolarów amerykańskich (2016), działający w ponad 50 krajach. Jest liderem w zakresie bankowości inwestycyjnej oraz usługach dla klientów biznesowych.
Jego nazwa pochodzi od amerykańskiego bankiera Johna Pierponta Morgana oraz od przejętego w roku 2000 banku Chase Manhattan Bank.
Pod koniec roku 2000 holding miał ponad 120 milionów klientów i około 275 tysięcy pracowników.
W 2004 JPMorgan Chase & Co. przejął duży amerykański bank Bank One, a w kolejnych latach Washington Mutual i Bear Stearns.

## Siedziba
Siedziba banku znajduje się w budynku One Chase Manhattan Plaza na Dolnym Manhattanie. Tam też przeprowadza się większość operacji banku. Spora część działalności wykonywana jest w budynku JPMorganChase Tower w Houston w Teksasie, który został odziedziczony po przejętym banku Texas Commerce Bank.

## JPMorgan w Polsce

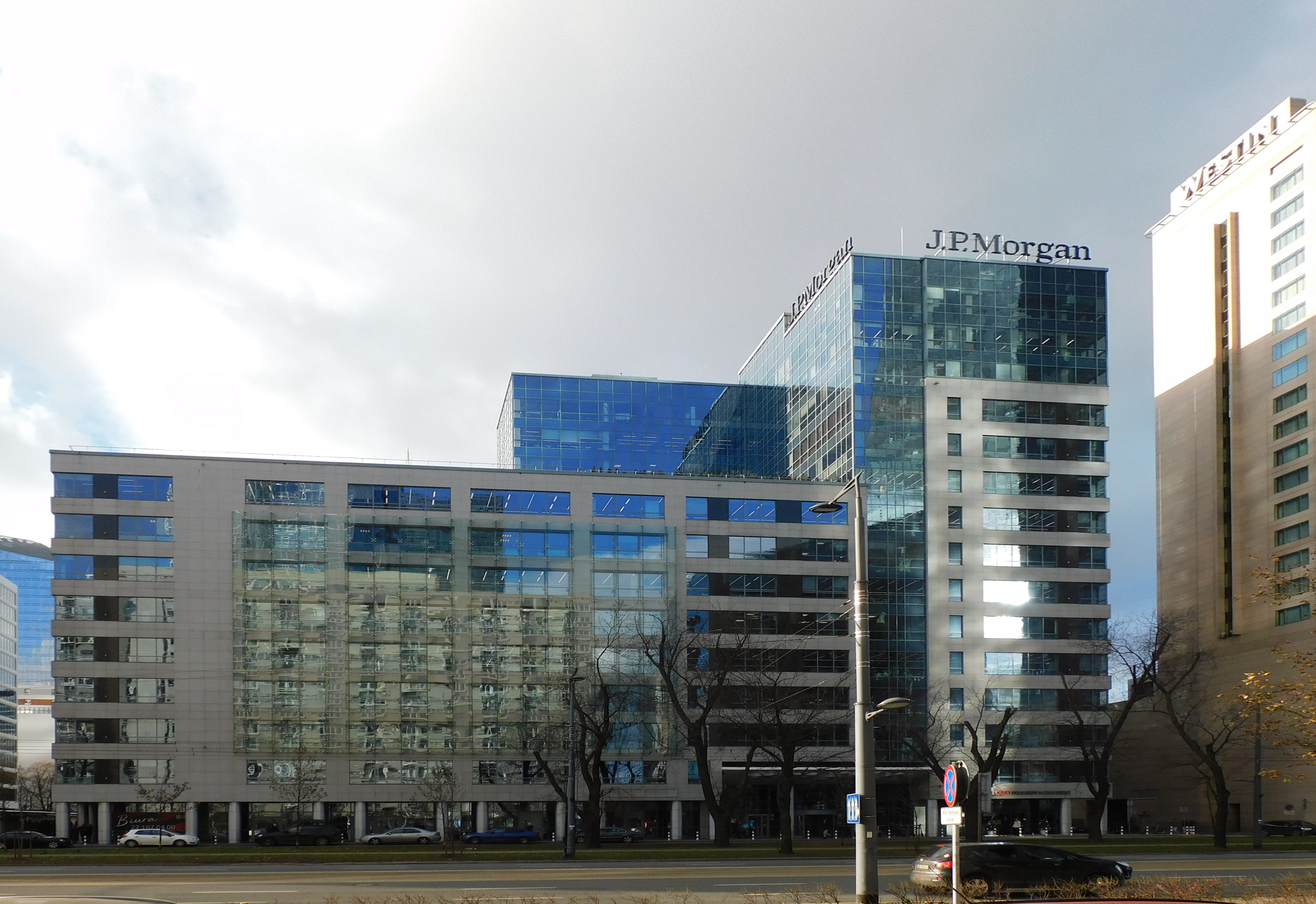
Biurowiec Atrium Garden, siedziba JP Morgan w Warszawie (2023)

Przedstawicielstwo JPMorgan Chase & Co. znajduje się w Warszawie, oddział JPMorgan Chase Vastera w Bydgoszczy.
J.P. Morgan AG jest członkiem GPW, który spełnia wymagania Kategorii 3 Regulacji S oraz Zasady 144A na podstawie amerykańskiej Ustawy o papierach wartościowych z 1933 r., z późn. zm. (ang. Regulation S under the United States Securities Act of 1933). Dzięki temu może działać w segmencie akcji spółek amerykańskich podlegających ograniczeniom z powodu amerykańskiego prawa papierów wartościowych.

### Podejrzenia o manipulacje giełdowe
Wszczęto śledztwo w sprawie domniemanej manipulacji z 12 listopada 2008 na warszawskiej Giełdzie Papierów Wartościowych, która miała polegać na sztucznym zawyżeniu wartości indeksu WIG20 poprzez przeprowadzenie transakcji giełdowych o wartości 130 mln zł na fixingu sesji przez pracownika JP Morgan Chase & Co.